# Panagaeus fasciatus
Panagaeus fasciatus (лат.) — вид жужелиц из подсемейства Harpalinae. Один из трёх видов, обитающих в Северной Америке.

## Описание
Жук длиной около 9 мм. Тело волосистое, голова и переднеспинка полностью рыжего или жёлтого цвета. Надкрялья рыжие с чёрной полосой и чёрной вершиной.

## Распространение
Встречается в провинции канадской Онтарио и в США от Южной Дакоты и Массачусетса на севере, до Нью-Мексико, Техаса и Флориды на юге.

## Экология и местообитания
Населяют сухие леса. Взрослые живут среди опавшей листвы и часто используют крылья. Редко встречается днём, в основном время лёта — ночь.